# Lycaena subbrunnea
Lycaena subbrunnea är en fjärilsart som beskrevs av South 1913. Lycaena subbrunnea ingår i släktet Lycaena och familjen juvelvingar. Inga underarter finns listade i Catalogue of Life.